# 현해탄은 알고 있다
《현해탄은 알고 있다》는 김기영 각색·감독의 1961년 흑백영화이다. 한운사(韓雲史)의 라디오 드라마 현해탄은 알고 있다를 원작으로 한다.

## 줄거리
태평양전쟁 당시, 한국 청년으로 남방 전선에 끌려간 아로운(김운하). 군국주의를 표방한 일본군의 군대 생활이란, 학대와 변태적인 기합의 연속이었다. 특히 한국인인 아로운에 대한 박해는 극심해서, 심지어는 더러운 군화발을 코앞에 대며 핥으라고 명령할 정도였다. 내성적이며 비타협적인 성격 때문에 항시 박해를 받는 아로운에게도 유일한 정우인 이노우에(이상사)와 일본인 처녀 공미도리가 있어 위로를 받는다. 일본인 처녀는 부모의 강력한 반대에도 불구하고 마침내 어머니를 설득시켜 냉수만 떠 놓고 휴가차 나온 아로운과 결혼한다. 아로운은 귀대한 후에도 혹독한 군대 생활을 겪게 된다. 그러던 어느날, 미군 폭격기들의 대공습이 감행된다. 폭음과 연기 속에서, 아로운을 탄압하던 군국주의의 실체(實體)는 산산조각이 나고, 시체더미 속에서도 불사조(不死鳥)인 양 아로운만이 살아 남는다.

## 개요
김기영 감독은 작품 <하녀(下女)> 이후부터 인간의 근원적(根源的)인 본능을 추적하고 있다. <현해탄은 알고 있다>에서는, 집단적인 권력본능(權力本能)을 상징하는 일본 군벌과, 이에 맞서서 소아(小我)를 고집하는 아로운의 저항을 그리고 있다. 작품 성격상 멜로드라마 범주에 속하는 영화였다. 이 영화로 김기영은 프로듀서로서의 재능도 인정받았다.

## 출연
- 공미도리
- 김운하
- 이예춘